# Givanildo Oliveira
Givanildo, właśc. Givanildo José de Oliveira (ur. 8 sierpnia 1948 w Olindzie) – piłkarz i trener brazylijski, występujący podczas kariery na pozycji pomocnika.

## Kariera klubowa
Givanildo swoją piłkarską karierę rozpoczął w klubie Santa Cruz Recife w 1969. W barwach Santa Cruz Givanildo zadebiutował 7 sierpnia 1971 w przegranym 1-4 meczu z Corinthians Paulista zadebiutował w lidze brazylijskiej. Z Santa Cruz czterokrotnie zdobył mistrzostwo stanu Pernambuco – Campeonato Pernambucano w latach 1969, 1970, 1971 i 1976. W latach 1977–1978 był zawodnikiem Corinthians Paulista. Z Corinthians zdobył mistrzostwo stanu São Paulo – Campeonato Paulista w 1977. W latach 1977–1979 ponownie występował w Santa Cruz, z którym zdobył dwa kolejne mistrzostwa stanu w 1978 i 1979.
W 1980 występował we Fluminense FC. Ostatnim klubem w karierze Givanildo był Sport Recife. W barwach Sportu 6 marca 1983 w przegranym 1-3 meczu z São Paulo FC Givanildo po raz ostatni wystąpił w lidze. Ogółem w latach 1971–1983 rozegrał w lidze 252 spotkania, w których strzelił 4 bramki. Ze Sportem trzykrotnie zdobył mistrzostwo stanu w 1980, 1981 i 1982.

## Kariera reprezentacyjna
Givanildo w reprezentacji Brazylii zadebiutował 28 maja 1976 w wygranym 2-0 towarzyskim meczu z amerykańską ligę NASL. Ostatni raz w reprezentacji Givanildo wystąpił 20 lutego 1977 w zremisowanym 0-0 meczu z reprezentacji Kolumbii w eliminacjach Mistrzostw Świata 1978.
| Mecze i gole w reprezentacji | Mecze i gole w reprezentacji | Mecze i gole w reprezentacji | Mecze i gole w reprezentacji | Mecze i gole w reprezentacji | Mecze i gole w reprezentacji | Mecze i gole w reprezentacji |
| #                            | Data                         | Miasto                       | Przeciwnik                   | Gol                          | Wynik                        | Rozgrywki                    |
| ---------------------------- | ---------------------------- | ---------------------------- | ---------------------------- | ---------------------------- | ---------------------------- | ---------------------------- |
| N1.                          | 28.05.1976                   | Seattle                      | NASL                         |                              | 2:0                          | USA Bicentenary Cup          |
| 1.                           | 31.05.1976                   | New Haven                    | Włochy                       |                              | 4:1                          | USA Bicentenary Cup          |
| N2.                          | 02.06.1976                   | San Francisco                | UNAM Meksyk                  |                              | 4:3                          | towarzyski                   |
| 2.                           | 04.06.1976                   | Guadalajara                  | Meksyk                       |                              | 3:0                          | towarzyski                   |
| 3.                           | 09.06.1976                   | Rio de Janeiro               | Paragwaj                     |                              | 3:1                          | Copa del Atlantico 1976      |
| N3.                          | 06.10.1976                   | Rio de Janeiro               | CR Flamengo                  |                              | 0:2                          | towarzyski                   |
| 4.                           | 01.12.1976                   | Rio de Janeiro               | ZSRR                         |                              | 2:0                          | towarzyski                   |
| N4.                          | 19.12.1976                   | Porto Alegre                 | SC Internacional             |                              | 4:1                          | towarzyski                   |
| 5.                           | 23.01.1977                   | São Paulo                    | Bułgaria                     |                              | 1:0                          | towarzyski                   |
| N5.                          | 25.01.1977                   | São Paulo                    | São Paulo                    |                              | 2:0                          | towarzyski                   |
| N6.                          | 30.01.1977                   | Rio de Janeiro               | CR Flamengo-Fluminense FC    |                              | 1:1                          | towarzyski                   |
| N7.                          | 06.02.1977                   | Bogota                       | Millonarios FC               |                              | 2:0                          | towarzyski                   |
| 6.                           | 20.02.1977                   | Bogota                       | Kolumbia                     |                              | 0:0                          | el. MŚ 1978                  |

## Kariera trenerska
Jeszcze będąc piłkarzem Givanildo został trenerem w Sporcie Recife. W Sporcie 9 marca 1983 w wygranym 2-1 meczu z CSA Maceió Givanildo zadebiutował w roli trenera w lidze brazylijskiej. Givanildo w latach 1983–2009 pięciokrotnie był trenerem Sportu. Ze Sportem dwukrotnie zdobył mistrzostwo stanu Pernambuco w 1992 i 1994. Czterokrotnie w latach 1987–2004 Givanildo był trenerem Paysandu SC. Z Paysandu czterokrotnie zdobył mistrzostwo stanu Pará – Campeonato Paraense w 1988, 2000, 2001 i 2002. W latach 1993–1994, 2003 i 2004 był trenerem Remo Belém. Z Remo dwukrotnie zdobył mistrzostwo stanu Pará w 1993 i 1994.
W latach 1990–1991 był trenerem CSA Maceió. Z CSA zdobył mistrzostwo stanu Alagoas – Campeonato Alagoano w 1990. W latach 1997–1998 i 2008–2009 Givanildo trenował Amérikę Belo Horizonte. Z Amériką wygrał rozgrywki II ligi w 1997 oraz III ligi w 2009. W latach 1989–2010 Givanildo pięciokrotnie prowadził Santa Cruz Recife. Z Santa Cruz zdobył mistrzostwo stanu w 2005. W 2007 był trenerem Vitórię Salvador, z którą zdobył mistrzostwo stanu Bahia – Campeonato Baiano. Od 2011 jest po raz drugi trenerem Amériki Belo Horizonte.